# Кароши, Балинт
Балинт Кароши (венг. Karosi Bálint; род. 1979, Будапешт) — венгерско-американский органист и композитор.
Начал учиться музыке в шестилетнем возрасте, получив первоначальное образование в качестве пианиста и кларнетиста. С семнадцати лет переориентировался по большей части на орган, в 1979—1999 гг. учился в Академии музыки имени Ференца Листа под руководством Габора Лехотки, затем в 1999—2001 гг. в Женевской консерватории у Лионеля Рогга. Концертировал в различных европейских странах, затем обосновался в США, где с 2007 г. занимает пост музыкального руководителя Первой лютеранской церкви Бостона. В 2008 г. выиграл Международный конкурс имени Иоганна Себастьяна Баха в Лейпциге; среди других наград Кароши — победа на конкурсе органной импровизации Мичиганского университета (2012). Балинту Кароши принадлежит ряд сочинений для своего инструмента, в том числе концерт для органа с оркестром «Созвучия» (англ. Consonances).